# Pseudočvor
Pseudočvor je sekundarna struktura nukleinskih kiselina koja se sastoji od bar dve strukture matičnih petlji pri čemu je polovina jedne petlje interkalirana između polovina druge. Pseudočvor je inicijalno prepoznat u žutom mozaičnom virusu repe 1982. Pseudočvorovi se savijaju u trodimenzionalne konformacije s oblikom čvora, mada oni nisu pravi topološki čvorovi.

## Predviđanje i identifikacija
Strukturna konfiguracija pseudočvorova nije podesna za bioračunarsku detekciju zbog svoje kontekstne senzitivnosti ili “preklapajuće” prirode. Uparivanje baza u pseudočvorovima je nepotpuno; drugim rečima, postoje bazni parovi koji se međusobno preklapaju u sekventnoj poziciji. To otežava predviđanje prisustva pseudočvorova u RNK sekvencama putem standardnih metoda dinamičkim programiranjem, koji koriste rekurzivnu sistem vrednovanja pri identifikaciji uparenih lanaca i konsekventno, većina njih ne može da detektuje bazne parove koji nisu ugneždeni. Noviji metod stohastičke bezkontekstne gramatike ima isti problem. Stoga, popularni metodi za predviđanje sekundarne strujture kao što su Mfold i Pfold ne nalaze strukture pseudočvora prisutne u upitnoj sekvenci; oni jedino identifikuju stabilniju od dve pseudočvorne petlje. 
Moguće je identifikovati ograničenu klasu pseudočvorova koristeći dinamičko programiranje, mada ti metodi nisu iscrpni i manje su primenljivi na duže sekvence od nepseudočvorovnih algoritama. Opšti problem predviđanja pseudočvorne strukture sa najnižom slobodnom energijom je NP-kompletno.

## Biološki značaj
Nekoliko važnih bioloških procesa je zavisno od RNK molekula koji formiraju pseudočvorove, koji obično imaju ektenzivnu tercijarnu strukturu. Na primer, pseudočvorni region RNaze P je jedan od najviše konzerviranih elemenata tokom evolucije. RNK komponenta telomeraze sadrži pseudočvor koji je kritičan za aktivnost, i nekoliko virusa koristi strukturu pseudočvora za formiranje motiva sličnog tRNK za infiltraciju ćelija domaćina.

## Spoljašnje veze
- Rfam entry for Pseudoknots